# Явру, Зеки
Зеки Явру (тур. Zeki Yavru; 5 сентября 1991 года, Трабзон) — турецкий футболист, полузащитник клуба «Самсунспор».

## Клубная карьера
Зеки Явру занимался футболом в клубах из своего родного города: «Трабзон Телекомспор» и «Трабзонспор». Он начинал свою карьеру на взрослом уровне, выступая за «1461 Трабзон» во Второй лиге. Летом 2012 года он вернулся в «Трабзонспор».   
16 сентября 2012 года 21-летний футболист дебютировал в турецкой Суперлиге, выйдя в основном составе «Трабзонспора» в домашнем поединке против «Сивасспора». 18 мая 2014 года Явру забил свой первый гол на высшем уровне, открыв счёт в гостевой игре с «Антальяспором».   
Сезон 2015/2016 полузащитник на правах аренды провёл за команду Суперлиги «Кайсериспор». В сезоне 2017/2018 он играл за «Генчлербирлиги». Летом 2018 года Явру вернулся в «Трабзонспор», а в начале следующего года перешёл в «Акхисар Беледиеспор». Спустя ещё полгода футболист перешёл в «Денизлиспор», который спустя долгое время вернулся в главную турецкую лигу.